# Stipa regeliana
Stipa regeliana är en gräsart som beskrevs av Eduard Hackel. Stipa regeliana ingår i släktet fjädergrässläktet, och familjen gräs. Inga underarter finns listade i Catalogue of Life.